# Pedro Homem de Pessoa y Toro
Pedro Homem de Pessoa y Toro, nacido como Pedro Homem de Pessoa de Sá y Toro o bien como Pedro Home Pesoa de Saa o Pedro Ome de Pezoa, o simplemente Pedro Omepezoa (gobernación de Nueva Castilla, ca. 1537–¿Santiago?, gobernación de Chile, después de 1570), fue un hidalgo y militar criollo de origen ibérico o luso-hispano, que llegaría al rango de capitán, y pasó a ser un conquistador, poblador y funcionario colonial al servicio del Imperio español.

## Biografía hasta el viaje a la Nueva Extremadura

### Origen familiar y primeros años
Pedro Homem de Pessoa y Toro había nacido hacia el año 1537 muy probablemente en alguna parte de la gobernación de Nueva Castilla, la cual había sido conquistada por su padre junto a otros hombres al mando del marqués Francisco Pizarro en 1534.
Era hijo del capitán Pedro Homem de Pessoa de Saa, un fidalgo portugués, y de su esposa hispano-peruana Marina de Toro.

### Viaje con la familia a la gobernación de Chile
Una vez que su padre contribuyó a la conquista de la nueva gobernación de Chile, que pasaría a ser una entidad autónoma dentro del Virreinato del Perú, se avecindó en su capital Santiago de la Nueva Extremadura y luego fue vecino fundador de la nueva ciudad La Imperial, en 1551.
Posteriormente se mudó a la nueva ciudad de Concepción, fundada en 1550, para convertirse allí en encomendero y en cabildante. Aparentemente a dicha urbe viajó hacia 1557 Pedro Homem de Pessoa y Toro con su madre, para avecindarse allí, en donde se entrenó para ser militar y llegaría al rango de capitán.

## Cabildante de Concepción y deceso

### Regidor del Cabildo de Concepción
Al igual que a su progenitor, fue nombrado como regidor del Cabildo de Concepción en 1562, y al año siguiente fueron reelegidos pero el padre de unos 63 años de edad fue asignado para ocupar el cargo de alcalde de segundo voto en 1563 y en 1564.
Nuevamente Pedro Homem de Pessoa y Toro ocupó el puesto de regidor de la misma en el año 1564, y al año siguiente se avecindó en la ciudad de Santiago de Chile con su esposa y sus entonces dos hijos, y allí nacería la tercera.

### Fallecimiento
El hidalgo Pedro Homem de Pessoa y Toro finalmente fallecería años después de 1570 en la ciudad de Santiago de la Nueva Extremadura, capital de la gobernación-presidencia de Chile que a su vez como una entidad autónoma formaba parte del Virreinato del Perú.

## Matrimonio y descendencia
El regidor Pedro Homem de Pessoa y Toro se unió en matrimonio en la ciudad de Concepción de Chile hacia 1563 con Luisa de Salas (n. Virreinato del Perú, ca. 1547), una hija del capitán Francisco de Gudiel (n. Sevilla, España, 1517), que pasó en 1535 al nuevo Virreinato de Nueva España, y nieta paterna de Diego Fernández Gudiel (n. ib., ca. 1487) y de su esposa Catalina de Salas (n. ib., ca. 1497). Fruto de dicho enlace nacieron tres hijos:
- Pedro Homem, fue prior de Santo Domingo.[4]

- María de Salas[4] (Concepción de Chile, ca. 1563-ib., ca. 1590) que se enlazó en la ciudad de Concepción con el capitán Alonso de Pereda Ribera —cuyo padre era el hidalgo notorio y militar Andrés de Pereda y Ribera— que había pasado a la América española en 1575[11] para avecindarse en la ciudad de Concepción,[1][3][11][e] y con quien tuvo tres hijos: el primogénito fray Francisco de Pereda-Ribera (Concepción, 1585-Santiago, ca. 1651), que fue canónigo de su ciudad natal, se avecindó en Santiago en 1641, y en donde testó el 11 de noviembre de 1650, el segundogénito era Alonso de Pereda-Ribera "el Hijo" (n. ca. 1587), y el menor, fray Tomás de Ribera Homem de Pessoa (n. ca. 1589) que renunció a la herencia legítima en 1607.[12]

- Prudencia Homem de Pessoa[1][f] (n. Santiago de Chile, ca. 1565)[8] que se matrimoniaría hacia 1591 con su cuñado viudo[11][3] ya citado, el capitán Alonso de Pereda Ribera,[1] con quien concibió al futuro gobernante Pedro Homem de Pessoa y Pereda.[13]